# Travis Banton
Pour les articles homonymes, voir Banton (homonymie).

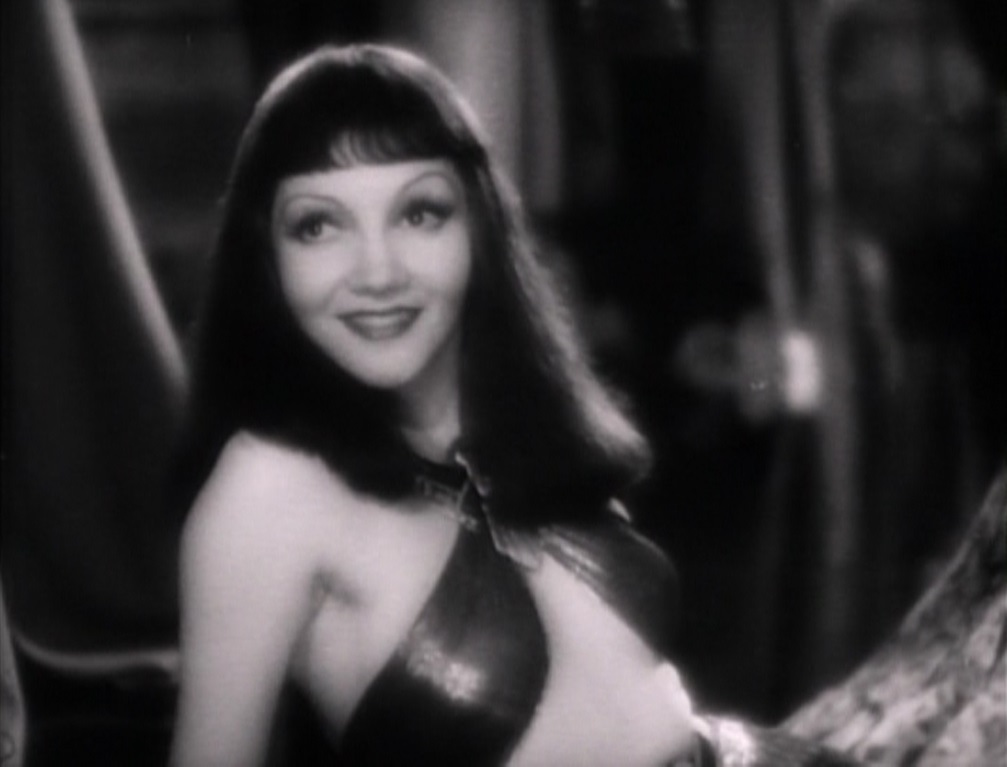
Claudette Colbert dans Cléopâtre

Travis Banton, né le 18 août 1894 à Waco au Texas et mort le 2 février 1958 à Los Angeles en Californie, est un costumier de cinéma américain.

## Biographie
Après avoir été dessinateur de mode à New York, Travis Beaton entre aux studios Paramount Pictures en 1924, comme chef costumier. Puis il passe à la 20th Century Fox (1939-1941) et à Universal Pictures (1945-1948).
Il est célèbre pour avoir conçu les somptueux et extravagants costumes de Marlène Dietrich dans sa période Sternberg et de Mae West sur plusieurs films.

## Filmographie

### Quelques actrices habillées par Travis Banton
- Clara Bow dans Les Ailes (1927), Les Endiablées (1929), Her Wedding Night (1930) ;
- Louise Brooks et Jean Arthur dans The Canary Murder Case (1929) ;
- Jeanette MacDonald dans Parade d'amour (1929), Une heure près de toi (1932), Aimez-moi ce soir (1932) ;
- Marlène Dietrich dans Cœurs brûlés (1930), Agent X 27 (1931), Shanghai Express (1932), Blonde Vénus (1932), Le Cantique des cantiques (1933), L'Impératrice rouge (1934), La Femme et le Pantin (1935), Désir (1936), Ange (1937)[2] ;
- Carole Lombard dans I Take This Woman (1931), Un mauvais garçon (1932), C'est pour toujours (1934), Jeux de mains (1935), La Dernière Rumba (1935), Mon homme Godfrey (1936), Une princesse à bord (1936), La Joyeuse Suicidée (1937), Swing High, Swing Low (1937), La Folle Confession (1937), Le Lien sacré (1939) ;
- Miriam Hopkins dans Haute Pègre (1932) ; Sérénade à trois (1933)
- Mae West dans Ce n'est pas un péché (1934), Je veux être une Lady (1935) ;
- Claudette Colbert dans Princesse Nadia (1933), Chanteuse de cabaret (1933), Cléopâtre (1934), Aller et Retour (1935), Je veux me marier (1935), Le Démon sur la ville (1937), À Paris tous les trois (1937), La Huitième Femme de Barbe-Bleue (1938) ;
- Barbara Stanwyck dans La Loi du milieu (1937) ;
- Irene Dunne dans La Furie de l'or noir (1937), Mon cow-boy adoré (1950) ;
- Jean Arthur dans La Vie facile (1937) ;
- Olivia de Havilland dans Raffles, gentleman cambrioleur (1939) ;
- Gene Tierney dans Le Retour de Frank James (1940), Hudson's Bay (1941) ;
- Linda Darnell dans Le Signe de Zorro (1940), La Roulotte rouge (1940), Arènes sanglantes (1941) ;
- Betty Grable dans Sous le ciel d'Argentine (1940), Tin Pan Alley (1940), Soirs de Miami (1941), Un Yankee dans la RAF  (1941) ;
- Alice Faye dans Lillian Russell (1940), Tin Pan Alley (1940), Une nuit à Rio (1941) ;
- Rita Hayworth dans Arènes sanglantes (1941), La Reine de Broadway (1944) ;
- Joan Bennett dans Chasse à l'homme (1941), La Rue rouge (1945), Le Secret derrière la porte (1948) ;
- Merle Oberon dans Notre cher amour (1945), A Night in Paradise (1946) ;
- Susan Hayward dans Le Passage du canyon (1946), Une vie perdue (1947), The Lost Moment (1947) ;
- Ginger Rogers dans L'Impératrice magnifique (1946) ;
- Rosalind Russell dans Sister Kenny (1946), Peter Ibbetson a raison (1947), Le deuil sied à Électre (1947) ;
- Joan Fontaine dans Lettre d'une inconnue (1948)

|  |  |  |  |